# Pedro Fernández Hernández
Pedro Fernández Hernández (Fuensanta de Martos; 10 de septiembre de 1899 - Puertollano; 29 de marzo de 1982) fue un farmacéutico y político español.

## Biografía
Nació el 10 de septiembre de 1899 en Fuensanta de Martos y tras finalizar el bachillerato en 1917 estudió Farmacia, estableciéndose en Úbeda para abrir una farmacia. En las elecciones municipales de 1931 resultó elegido concejal de Úbeda por el partido Derecha Liberal Republicana. Además fue vicepresidente de la Diputación de Jaén, pasando posteriormente a ser presidente hasta 1934. Con las elecciones generales de 1933, y el consiguiente triunfo de la derecha, abandonó su partido, siendo uno de los principales impulsores de la Izquierda Republicana de Manuel Azaña en la provincia de Jaén y ocupando la presidencia de la agrupación en Úbeda. De cara a las elecciones generales de 1936, Izquierda Republicana se integró en el Frente Popular y Fernández Hernández se presentó por circunscripción electoral de Jaén, resultando elegido diputado con 137 913 votos.
Juró su cargo el 3 de abril de 1936 y fue miembro de la Comisión de Trabajo en el Congreso de los Diputados. El estallido de la Guerra Civil Española le sorprendió en Madrid, desde donde se trasladó a Jaén para ponerse a las órdenes de las autoridades republicanas. Se unió al Ejército Popular de la República y fue enviado como delegado del Gobierno a los frentes de Montoro y Villa del Río, en la provincia de Córdoba. En marzo de 1937 se unió a la Unión General de Trabajadores y en 1938 a la Sociedad Económica de Amigos del País de Jaén. Tras el fin de la guerra fue detenido por los franquistas y juzgado en consejo de guerra sumarísimo, siendo condenado a la pena de muerte. En espera de la sentencia en 1940 fue enviado al penal de Burgos y posteriormente a la Cárcel de Yeserías en Madrid. Al ser comprobado que durante la guerra había salvado la vida a un capitán de la Guardia Civil, su cuñado Eduardo Alonso Quesada, se le conmutó su pena por la de cadena perpetua y el 20 de julio de 1943 fue puesto en libertad condicional. Años después de ser puesto en libertad abrió una farmacia en Puertollano, donde falleció el 29 de marzo de 1982.